# Yves Chauvin
Yves Chauvin (Menen, 10 de outubro de 1930 — Tours, 28 de janeiro de 2015) foi um químico francês nascido na Bélgica.
Foi agraciado com o Nobel de Química de 2005, juntamente com Richard Schrock e Robert Grubbs, devido ao seu desenvolvimento do método de metátese na síntese orgânica.

## Pesquisa
O trabalho de Chauvin centrou-se na metátese, que envolve compostos orgânicos (à base de carbono). Na metátese, os químicos quebram as ligações duplas mais facilmente introduzindo um catalisador - ou seja, uma substância que inicia ou acelera uma reação química. Os químicos começaram a realizar metátese na década de 1950 sem saber exatamente como a reação funcionava. Essa falta de entendimento dificultou a busca por catalisadores mais eficientes.
No início dos anos 1970, Chauvin alcançou um grande avanço ao descrever o mecanismo pelo qual um átomo de metal ligado a um átomo de carbono em um grupo de átomos faz com que o grupo mude de lugar com um grupo de átomos em outra molécula e explicou a metátese em detalhes. Ele mostrou que a reação envolve duas ligações duplas. Uma das ligações duplas conecta duas partes de uma molécula orgânica. A outra ligação dupla conecta um catalisador à base de metal a um fragmento de uma molécula orgânica. Na metátese, essas duas ligações duplas se combinam e se dividem para formar quatro ligações simples. As ligações simples formam um anel que conecta o catalisador de metal, o fragmento orgânico e as duas partes da molécula orgânica. O catalisador de metal então se separa do anel, levando embora parte da molécula orgânica. Esse processo deixa o fragmento ligado ao restante da molécula orgânica com uma ligação dupla, formando um novo composto orgânico. Os estudiosos compararam essa reação a uma dança em que dois conjuntos de parceiros se unem para formar um anel e depois se separam novamente para formar duas novas parcerias.
A descrição de Chauvin da metátese levou Robert H. Grubbs e Richard R. Schrock a desenvolver catalisadores que realizaram a reação de forma mais eficiente. O trabalho dos três químicos permitiu que os fabricantes fizessem compostos orgânicos, incluindo alguns plásticos e medicamentos, usando menos energia porque as pressões e temperaturas de reação necessárias tornaram-se mais baixas, e usando menos produtos químicos prejudiciais e caros, e criando menos subprodutos de reação contaminantes e perigosos resíduos que devem ser extraídos do sintético desejado. Foi por esse processo que receberam o Prêmio Nobel de Química de 2005.

## Morte
Chauvin morreu, aos 84 anos, em 27 de janeiro de 2015 em Tours, França.

## Publicações
- Yves Chauvin (2006). «Olefin Metathesis: The Early Days (Nobel Lecture)». Angew. Chem. Int. Ed. 45 (23): 3740–3747. PMID 16724296. doi:10.1002/anie.200601234
- Martinato, A.; Chauvin, Y.; Lefebvre, G. (1964). «Kinetic aspects of the "period of adjustment" during polymerization (of propylene) with titanium trichloride-triethylaluminium, "Title». Comptes Rendus. 258 (17): 4271–4273
- Uchino, M.; Chauvin, Y.; Lefebvre, G. (1967). «Dimerization of propylene by nickel complexes». Comptes Rendus de l'Académie des Sciences, Série C. 265 (2): 103–106
- Herisson, J. L.; Chauvin, Y. (1971). «Catalysis of olefin transformations by tungsten complexes. II. Telomerization of cyclic olefins in the presence of acyclic olefins». Makromol. Chem. 141: 161–176. doi:10.1002/macp.1971.021410112 (This article is occasionally cited as 1970 as the year of publication due to a typographical error in the original publication.)
- Chauvin, Y.; Gilbert, B.; Guibard, I. (1990). «Catalytic dimerization of alkenes by nickel complexes in organochloroaluminate molten salts». Chem. Comm. 23 (23): 1715–1716. doi:10.1039/c39900001715
- Magna, L.; Niccolai, G. P.; Chauvin, Y.; Basset, J.-M. (2003). «The importance of imidazolium substituents in the use of imidazolium based room temperature ionic liquids as solvents for palladium catalyzed telomerization of butadiene with methanol». Organometallics. 22 (22): 4418–4425. doi:10.1021/om021057s